# Punkalaidun
Punkalaidun (suédois : Pungalaitio) est une municipalité du sud-ouest de la Finlande. Elle se situe dans la région du Pirkanmaa. Elle n'a été rattachée à cette région qu'en 2005, et faisait auparavant partie du Satakunta.

## Géographie
La commune correspond au bassin de la modeste rivière Punkalaitumenjoki, affluent de la Loimijoki (rive droite), qui se jette à son tour dans la Kokemäenjoki. C'est une commune de taille moyenne, peu vallonnée et largement agricole. Sa position centrale (dans un rayon de 160 km habitent les deux tiers des habitants du pays), non loin de la plupart des grandes villes (Helsinki est à 155 km, Tampere à 78 km, Turku à 100 km et Pori à 89 km) ne l'empêche pas de perdre chaque année une cinquantaine d'administrés par an depuis 20 ans (après en avoir perdu au moins cent par an au cours des années 1960 et 1970).
La commune se situe au carrefour de quatre régions et est bordée par les municipalités suivantes :
- Kanta-Häme : Humppila (sud-est)
- Finlande du Sud-Ouest : Loimaa et Alastaro (au sud)
- Satakunta : Huittinen (ouest)
- Pirkanmaa : Vammala au nord, Urjala à l'est.

## Transports

### Transports routiers
La route Taikayöntie (seututie 230 et 232) traverse Punkalaidun, Huittinen et Urjala.
Kanteenmaa est traversée par la valtatie 2 qui relie Helsinki et Pori.

### Transports ferroviaires
Les gares les plus proches sont la gare de Vammala sur la ligne Tampere–Pori et la gare d'Humppila sur la Ligne Turku–Toijala.

### Transports aériens
L'aéroport le plus proche est l'aéroport de Tampere-Pirkkala.

### Distances
- Forssa 45 km
- Helsinki 155 km
- Huittinen 25 km
- Hämeenlinna 100 km
- Loimaa 40 km
- Pori 85 km
- Rauma 90 km
- Sastamala 30 km
- Tampere 70 km
- Turku 110 km

## Démographie
Depuis 1980, l'évolution démographique de Punkalaidun est la suivante, :
| Année      | 1980  | 1985  | 1990  | 1995  | 2000  | 2005  | 2010  |
| ---------- | ----- | ----- | ----- | ----- | ----- | ----- | ----- |
| population | 4 606 | 4 415 | 4 138 | 3 931 | 3 743 | 3 450 | 3 281 |

| Année      | 2015  | 2020  |
| ---------- | ----- | ----- |
| population | 3 049 | 2 826 |

## Personnalités
- Heikki Hosia, ministre